# Hanna Barth
Hanna Barth (* 1911 in Koblenz; † 15. Februar 1961 in Würzburg) war eine deutsche Malerin und Grafikerin.

## Leben und Wirken

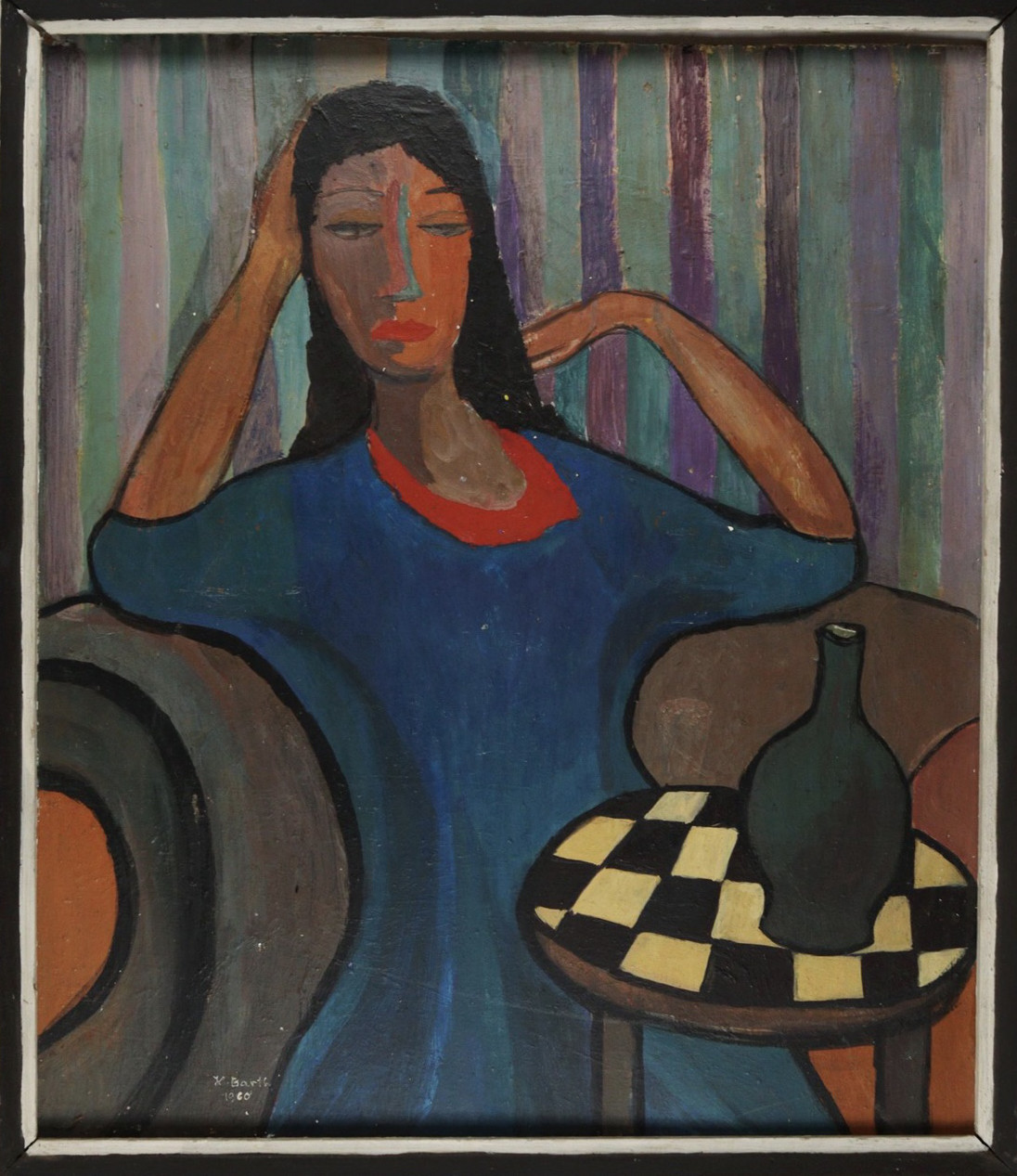
„Mädchen im Sessel I“, Öl auf Platte, 1960, ca. 70 × 60 cm

Hanna Barth studierte 1931 zunächst Architektur an der Technischen Universität München und Philosophie und Mathematik an der Universität München, um an die Akademie der bildenden Künste München zu wechseln, wo sie bei Hermann Groeber ausgebildet wurde. 1933 wechselte sie an die Akademie der bildenden Künste Leipzig zu Paul Horst-Schulze und Hugo Steiner-Prag. Nach Stationen in Dresden und Leipzig, wo sie als Lektorin tätig war, zog sie während des Zweiten Weltkriegs nach Bayreuth.
Dort organisierte sie ab 1945 in ihrer Wohnung einen literarisch-musikalischen Salon, die „Abendstunden im Colmdorfer Schlösschen“. Ihren Mann Herbert Barth unterstützte sie 1947 bei der Organisation der Bayreuther Wochen für Neue Musik und bei der Gründung des Bayreuther Instituts für Neue Musik. So hatte sie Anteil an der Gründung des Festivals junger Künstler Bayreuth.
Von 1955 bis 1960 engagierte sich Hanna Barth in der Freien Gruppe Bayreuth als bildende Künstlerin. Ihre in Öl und Tempera komponierten Gemälde thematisieren urbane Stimmungen und Landschaftsskizzen. Mit ihrem gesellschaftlichen Einsatz zählte Hanna Barth zu den treibenden Kräften der Freien Gruppe.